# Cryptoblepharus cognatus
Cryptoblepharus cognatus (нусі-беська змієокий сцинк) — вид сцинкоподібних ящірок родини сцинкових (Scincidae). Ендемік Мадагаскару.

## Поширення і екологія
Нусі-беські змієокі сцинки мешкають в прибережних районах на північному заході острова Мадагаскар, а також на деяких сусідніх островах, зокрема на Нусі-Бе. Вони живуть серед прибережних скель. Живляться комахами, ракоподібними і рибою, яких шукають в припливній зоні.